# Hussein Hegazi

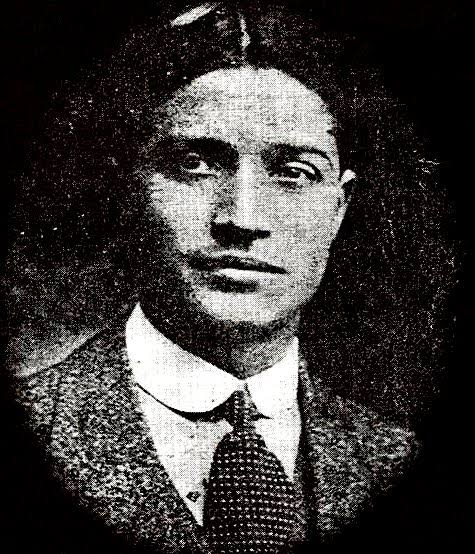
Retrato de Hussien Hegazi

Hussein Hegazi (14 de setembro de 1891-1958) foi um futebolista egípcio.foi o primeiro africano a jogar no futebol inglês, jogando por Dulwich Hamlet F.C. e Fulham entre 1911 e 1914. Hegazi também jogou na Seleção Egípcia de Futebol.participando dos Jogos Olímpicos de Verão de 1920 e 1924. também chegou a jogar por outros clubes egípcios.